# 1960–2010
1960–2010 (podtitulek Sto nejkrásnějších písní (+1)) je kompilační album české hudební skupiny Spirituál kvintet, vydané v roce 2010.
Album bylo vydáno k příležitosti 50. výročí založení skupiny. Album se skládá ze čtyř CD. Čtvrté CD je navíc rozděleno na dvě části: A – renesanční, B – vánoční; odpovídající jejich obsahu.

## Seznam skladeb
| CD1            | CD1                              | CD1                               | CD1   |
| Pořadí         | Název                            | Původní album                     | Délka |
| -------------- | -------------------------------- | --------------------------------- | ----- |
| 1.             | Zelené pláně                     | Antologie 1960–1995               | 2:54  |
| 2.             | Nobody's Fault But Mine          | EP 035 0205                       | 1:47  |
| 3.             | Doney Gal                        | Písně amerického západu (smapler) | 3:30  |
| 4.             | Širý proud                       | Písně amerického západu (sampler) | 2:47  |
| 5.             | Černošský ghetto                 | EP 330255                         | 2:54  |
| 6.             | Virginie                         | EP 330225                         | 3:06  |
| 7.             | Šemeš (záznam živého vystoupení) | 45 let archiv                     | 4:32  |
| 8.             | Krutá válka                      | Spirituály a balady               | 2:48  |
| 9.             | Dál, dál tou vodou               | Spirituály a balady               | 3:06  |
| 10.            | Kocábka                          | Spirituály a balady               | 2:56  |
| 11.            | Poutník a dívka                  | Spirituály a balady               | 4:52  |
| 12.            | Zlatá klec                       | Spirituály a balady               | 2:56  |
| 13.            | Až vzlétnou ptáci                | Spirituály a balady               | 3:09  |
| 14.            | Slávy den                        | Spirituály a balady               | 3:20  |
| 15.            | To, co zbývá, lásko              | Spirituály a balady               | 2:29  |
| 16.            | Jablíčka                         | Saužení lásky                     | 3:29  |
| 17.            | Pocestný                         | Saužení lásky                     | 3:03  |
| 18.            | Zklamaná láska                   | Saužení lásky                     | 3:49  |
| 19.            | Až se k nám právo vrátí          | SP 11432780                       | 2:24  |
| 20.            | Za svou pravdou stát             | SP 11432780                       | 2:35  |
| 21.            | Kdo svalil kámen náhrobní        | Šlapej dál                        | 2:55  |
| 22.            | Mlýny                            | Šlapej dál                        | 3:00  |
| 23.            | Starý příběh                     | Šlapej dál                        | 3:00  |
| 24.            | Tak jen pojď                     | Šlapej dál                        | 2:17  |
| 25.            | Žízeň                            | Šlapej dál                        | 3:37  |
| Celková délka: | Celková délka:                   | Celková délka:                    | 78:04 |

| CD2            | CD2                                                 | CD2                          | CD2   |
| Pořadí         | Název                                               | Původní album                | Délka |
| -------------- | --------------------------------------------------- | ---------------------------- | ----- |
| 1.             | Pískající cikán                                     | Šlapej dál                   | 3:28  |
| 2.             | Oh, Freedom                                         | Every Time I Feel the Spirit | 4:29  |
| 3.             | Náš tatíček nebožtíček (bonus reedice Čtwero pjsnj) | Saužení lásky                | 4:17  |
| 4.             | Scandalize My Name                                  | Every Time I Feel the Spirit | 1:33  |
| 5.             | Ukolíbavka (bonus reedice Čtwero pjsnj)             | Saužení lásky                | 2:40  |
| 6.             | When the Stars Begin to Fall                        | Every Time I Feel the Spirit | 3:28  |
| 7.             | A co to tam píská                                   | Šibeničky                    | 1:12  |
| 8.             | Povídajů ludé                                       | Šibeničky                    | 3:04  |
| 9.             | Ta unínská rola                                     | Šibeničky                    | 1:41  |
| 10.            | Trudova žena                                        | Šibeničky                    | 2:09  |
| 11.            | Beránek a vlk                                       | 30 let                       | 1:53  |
| 12.            | Farao                                               | 30 let                       | 3:50  |
| 13.            | Fi‑li‑mi                                            | 30 let                       | 2:28  |
| 14.            | Loď dětí                                            | 30 let                       | 2:28  |
| 15.            | Meč v ruce mám                                      | 30 let                       | 3:40  |
| 16.            | Už nechci se vdát                                   | 30 let                       | 4:32  |
| 17.            | Gimme Dat Ol' Time Religion                         | Hallelu!                     | 3:26  |
| 18.            | Wayfaring Stranger                                  | Hallelu!                     | 5:30  |
| 19.            | Autobusy přijíždějí                                 | 30 let                       | 2:52  |
| 20.            | Dvě báby                                            | Rajská zahrada               | 3:32  |
| 21.            | Chci být při tom                                    | Rajská zahrada               | 3:19  |
| 22.            | Osel Jerry                                          | Rajská zahrada               | 2:19  |
| 23.            | Soudný den                                          | Rajská zahrada               | 2:51  |
| 24.            | Velký vůz                                           | Rajská zahrada               | 3:28  |
| 25.            | Dudy z Edinburku                                    | Rajská zahrada               | 2:18  |
| Celková délka: | Celková délka:                                      | Celková délka:               | 77:16 |

| CD3            | CD3                      | CD3                 | CD3   |
| Pořadí         | Název                    | Původní album       | Délka |
| -------------- | ------------------------ | ------------------- | ----- |
| 1.             | Vláček                   | Rajská zahrada      | 3:21  |
| 2.             | Jednou budem dál         | Antologie 1960–1995 | 3:10  |
| 3.             | Dým, jen dým             | Rajská zahrada      | 3:21  |
| 4.             | Žebravá                  | Rajská zahrada      | 3:04  |
| 5.             | Co prej bude s mojí duší | Na káře             | 2:35  |
| 6.             | Stará kráva              | Na káře             | 2:53  |
| 7.             | Až nám přijdou míru brát | Na káře             | 3:57  |
| 8.             | Jozue                    | Na káře             | 3:15  |
| 9.             | Křídla holubic           | Křídla holubic      | 3:16  |
| 10.            | Babylónská věž           | Křížem krážem       | 3:23  |
| 11.            | Kdo naplní nebe          | Křížem krážem       | 3:41  |
| 12.            | Slyš!                    | Křížem krážem       | 3:20  |
| 13.            | Nezaprodám duši svou     | Křížem krážem       | 4:33  |
| 14.            | Bílé křídlo motýlí       | Havěť všelijaká     | 2:52  |
| 15.            | Svět s náma houpá        | Křídla holubic      | 4:06  |
| 16.            | Hříšnej svět             | Křížem krážem       | 2:21  |
| 17.            | Když jdu spát            | Zatím dobrý         | 4:06  |
| 18.            | Hlas shůry               | Zatím dobrý         | 3:24  |
| 19.            | Tohle už znám            | Zatím dobrý         | 3:28  |
| 20.            | Život z partesů          | Zatím dobrý         | 4:13  |
| 21.            | Zem, kde stále svítá     | Zatím dobrý         | 3:55  |
| 22.            | Ukolébavka               | Křížem krážem       | 2:42  |
| Celková délka: | Celková délka:           | Celková délka:      | 75:40 |

| CD4            | CD4                               | CD4                          | CD4   |
| Pořadí         | Název                             | Původní album                | Délka |
| -------------- | --------------------------------- | ---------------------------- | ----- |
| 1.             | Batalion (část A)                 | Písničky z roku raz dva      | 2:44  |
| 2.             | Ave tu pura puella                | Písničky z roku raz dva      | 2:55  |
| 3.             | Růžička                           | Písničky z roku raz dva      | 2:32  |
| 4.             | Svatební košile                   | Písničky z roku raz dva      | 2:34  |
| 5.             | Dindirindin                       | Písničky z roku raz dva      | 1:47  |
| 6.             | Trh ve Scaroborough               | Písničky z roku raz dva      | 3:40  |
| 7.             | Ovčák                             | Písničky z roku raz dva      | 2:15  |
| 8.             | Válka růží                        | Šlapej dál                   | 2:58  |
| 9.             | Margot češe na vinici             | 30 let                       | 1:23  |
| 10.            | Mirelaridon                       | 30 let                       | 1:15  |
| 11.            | Brigadýrek                        | Rajská zahrada               | 2:49  |
| 12.            | Když zhořkne ti víno              | Rajská zahrada               | 1:40  |
| 13.            | Ouvej                             | Rajská zahrada               | 2:10  |
| 14.            | Zastaveníčko                      | Rajská zahrada               | 2:54  |
| 15.            | Dávno, dávno                      | Na káře                      | 2:43  |
| 16.            | Kdo chceš býti moudrým zván       | Křídla holubic               | 3:39  |
| 17.            | Bláznů svátek                     | Křížem krážem                | 2:53  |
| 18.            | Plány Žána de Lány                | Zatím dobrý                  | 2:10  |
| 19.            | Mou dobrou zprávu hlásej (část B) | Spirituály balady            | 2:26  |
| 20.            | Mary Had a Little Baby            | Every Time I Feel the Spirit | 2:43  |
| 21.            | What Month Was Jesus Born in      | Every time I Feel the Spirit | 2:20  |
| 22.            | Říkají mu Pastýř                  | Rajská zahrada               | 2:53  |
| 23.            | Jméno zná i král                  | Rajská zahrada               | 3:47  |
| 24.            | Lalůlalej                         | Hanba nám!                   | 2:24  |
| 25.            | Třešničky                         | Hanba nám!                   | 3:31  |
| 26.            | Panáček spí (živě)                | Vánoční koncert              | 2:51  |
| 27.            | Svatební prstýnek                 | Vánoční koncert              | 2:11  |
| 28.            | Spí Jeruzalém                     | Hanba nám!                   | 3:15  |
| 29.            | Bim bam                           | Rajská zahrada               | 3:46  |
| Celková délka: | Celková délka:                    | Celková délka:               | 78:07 |